# 第4裝甲師 (德國國防軍)
第4裝甲師（德語：4. Panzer-Division）是納粹德國「國防軍」的一個裝甲師，成立於1938年11月10日，曾參與過第二次世界大戰的諸多重要戰役，包括波蘭戰役、法國戰役、「巴巴羅薩行動」、庫斯克會戰等。